# Monotoma malyi
Monotoma malyi es una especie de coleóptero de la familia Monotomidae.

## Distribución geográfica
Habita en Jangi, Kuduk, y (Buchara) Bujará.